# Мирненська сільська рада (Підгаєцький район)
Ми́рненська сільська́ ра́да — адміністративно-територіальна одиниця та орган місцевого самоврядування в Підгаєцькому районі Тернопільської області. Адміністративний центр — село Мирне.

## Загальні відомості
- Територія ради: 17,057 км²
- Населення ради: 657 осіб (станом на 2001 рік)
- Територією ради протікає річка Коропець

## Населені пункти
Сільській раді підпорядковані населені пункти:
- с. Мирне

## Населення
За переписом населення України 2001 року в сільській раді мешкало 650 осіб.

### Мова
Розподіл населення за рідною мовою за даними перепису 2001 року:
| Мова       | Відсоток |
| ---------- | -------- |
| українська | 99,85 %  |
| білоруська | 0,15 %   |

## Склад ради
Рада складалася з 14 депутатів та голови.
- Голова ради: Кізима Іван Григорович

### Керівний склад попередніх скликань
| Прізвище, ім'я, по батькові | Основні відомості                                                               | Дата обрання | Дата звільнення |
| --------------------------- | ------------------------------------------------------------------------------- | ------------ | --------------- |
| Кізима Іван Григорович      | Сільський голова, 1965 року народження, освіта середня спеціальна, безпартійний | 26.03.2006   | 31.10.2010      |
| Кізима Іван Григорович      | Сільський голова, 1965 року народження, освіта середня спеціальна, безпартійний | 31.10.2010   |                 |

Примітка: таблиця складена за даними сайту Верховної Ради України

### Депутати
За результатами місцевих виборів 2010 року депутатами ради стали:

#### За суб'єктами висування
| Суб'єкт висування | Кількість обраних депутатів | %   |
| ----------------- | --------------------------- | --- |
| Самовисування     | 14                          | 100 |

#### За округами
| № округу | Прізвище, ім'я, по батькові    | Дата визнання обраним | Освіта  | Партійна приналежність | Відомості про обраного депутата |
| -------- | ------------------------------ | --------------------- | ------- | ---------------------- | ------------------------------- |
| 1        | Кулинич Віталій Михайлович     | 04.11.2010            | середня | позапартійний          | тимчасово не працює             |
| 2        | Клим Михайло Федорович         | 04.11.2010            | середня | позапартійний          | сільська рада, завгосп          |
| 3        | Дюк Ігор Іванович              | 04.11.2010            | вища    | позапартійний          | тимчасово не працює             |
| 4        | Русин Ольга Михайлівна         | 04.11.2010            | вища    | позапартійна           | тимчасово не працює             |
| 5        | Сендецький Олег Петрович       | 04.11.2010            | вища    | позапартійний          | студент                         |
| 6        | Верцюх Надія Іванівна          | 04.11.2010            | середня | позапартійна           | сільська рада, інспектор-касир  |
| 7        | Блажків Ольга Іванівна         | 04.11.2010            | середня | позапартійна           | сільська рада, секретар         |
| 8        | Почигайло Галина Василівна     | 04.11.2010            | вища    | позапартійна           | УПФУ, заст.директора            |
| 9        | Левицький Віталій Михайлович   | 04.11.2010            | вища    | позапартійний          | тимчасово не працює             |
| 10       | Завадівський Роман Ярославович | 04.11.2010            | вища    | позапартійний          | ТДК, шофер                      |
| 11       | Павуляк Галина Іванівна        | 04.11.2010            | вища    | позапартійна           | сільська рада, бухгалтер        |
| 12       | Бойко Віталій Іванович         | 04.11.2010            | вища    | позапартійний          | студент                         |
| 13       | Яцишин Галина Богданівна       | 04.11.2010            | вища    | позапартійна           | УПЗ, начальник                  |
| 14       | Цяпута Петро Петрович          | 04.11.2010            | середня | позапартійний          | тимчасово не працює             |